# Домбрувка-Гурна (Опольське воєводство)
Домбрувка-Гурна (пол. Dąbrówka Górna) — село в Польщі, у гміні Крапковиці Крапковицького повіту Опольського воєводства.
Населення — 870 осіб (2011).

## Демографія
Демографічна структура станом на 31 березня 2011 року:
|          | Загалом | Допрацездатний вік | Працездатний вік | Постпрацездатний вік |
| -------- | ------- | ------------------ | ---------------- | -------------------- |
| Чоловіки | 430     | 76                 | 292              | 62                   |
| Жінки    | 440     | 55                 | 280              | 105                  |
| Разом    | 870     | 131                | 572              | 167                  |